# Zemzem

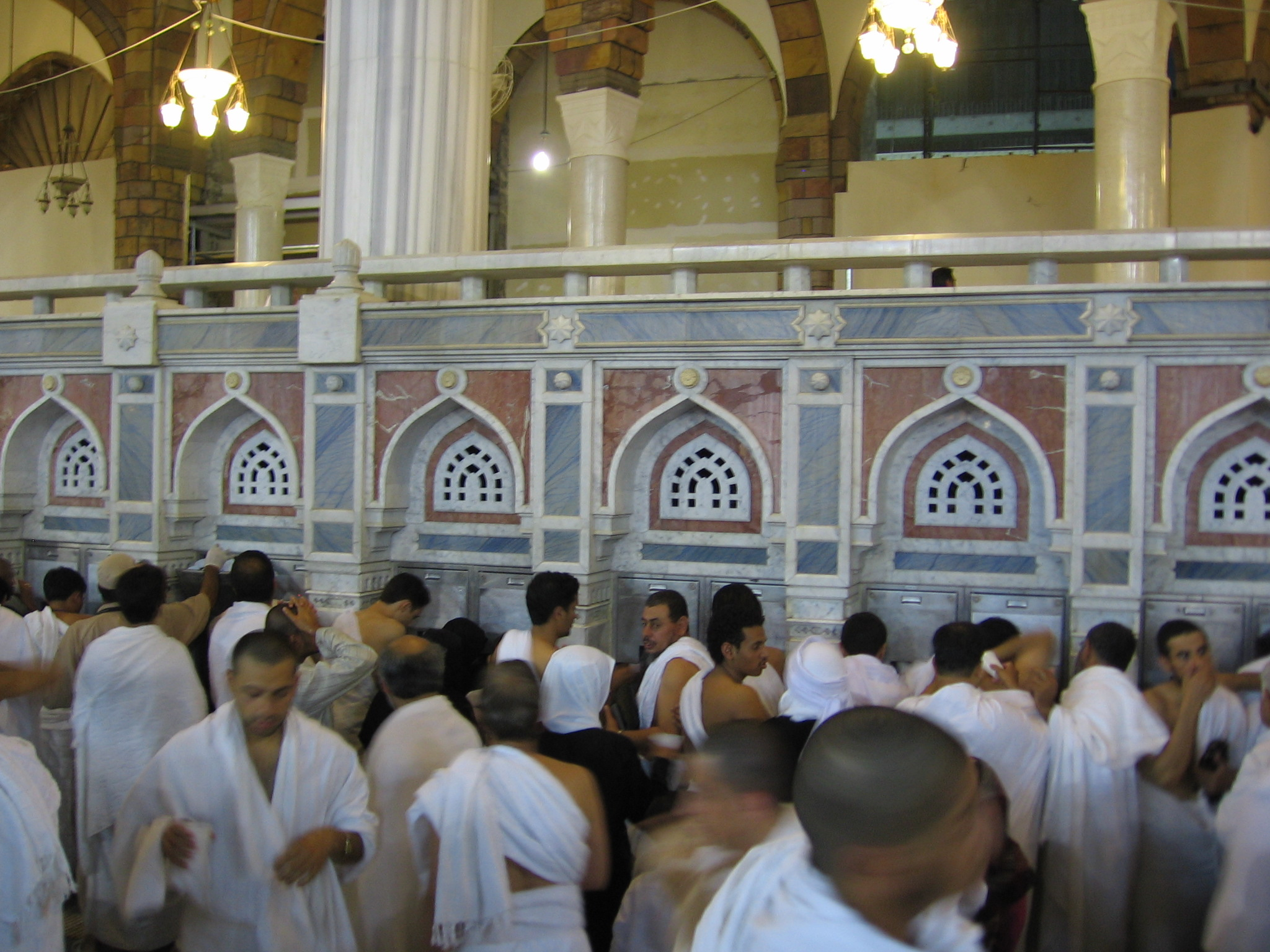
Pellegrini alla fonte sacra di Zemzem

Zemzem (in arabo زمزم‎?, Zamzam) è una fonte sacra per l'Islam nelle immediate adiacenze della Kaʿba di Mecca. Essa prende il suo nome dalla radice geminata araba ⟨z-m-z-m⟩, che significa "inghiottire a piccoli sorsi".

## Descrizione
La fonte d'acqua millenaria di Zemzem subisce ancor oggi un processo d'infiltrazione di acque marine, che costituisce l'approdo naturale della città di Mecca. Questa specifica acqua, dal sapore dolce e leggero, è stata fonte di molti studi locali ed esteri in quanto si ritiene che sia dotata di caratteristiche eccezionali e, talora, miracolose. È questo il motivo per il quale, tanto nel hajj quanto nella ʿumra, i pellegrini si dissetano con abbondanza entusiastica alla fonte portandone via con sè in fiaschette da conservare o da consumare all'occorrenza.
La fonte è chiamata anche "il pozzo di Ismaele" perché si crede che essa sia miracolosamente scaturita per intervento angelico al fine di consentire a una disperata Hājar di abbeverare l'assetato figlioletto Ismāʿīl in un ambiente del tutto privo d'acqua. Questo episodio risulta riconducibili anche alla tradizione biblica. In Genesi 21:8-21 è scritto:
"8 Il bambino crebbe e fu svezzato e Abramo fece un grande banchetto quando Isacco fu svezzato. 9 Ma Sara vide che il figlio di Agar l'Egiziana, quello che essa aveva partorito ad Abramo, scherzava con il figlio Isacco. 10 Disse allora ad Abramo: «Scaccia questa schiava e suo figlio, perché il figlio di questa schiava non deve essere erede con mio figlio Isacco». 11 La cosa dispiacque molto ad Abramo per riguardo a suo figlio. 12 Ma Dio disse ad Abramo: «Non ti dispiaccia questo, per il fanciullo e la tua schiava: ascolta la parola di Sara in quanto ti dice, ascolta la sua voce, perché attraverso Isacco da te prenderà nome una stirpe. 13 Ma io farò diventare una grande nazione anche il figlio della schiava, perché è tua prole». 14 Abramo si alzò di buon mattino, prese il pane e un otre di acqua e li diede ad Agar, caricandoli sulle sue spalle; le consegnò il fanciullo e la mandò via. Essa se ne andò e si smarrì per il deserto di Bersabea. 15 Tutta l'acqua dell'otre era venuta a mancare. Allora essa depose il fanciullo sotto un cespuglio16 e andò a sedersi di fronte, alla distanza di un tiro d'arco, perché diceva: «Non voglio veder morire il fanciullo!». Quando gli si fu seduta di fronte, egli alzò la voce e pianse. 17 Ma Dio udì la voce del fanciullo e un angelo di Dio chiamò Agar dal cielo e le disse: «Che hai, Agar? Non temere, perché Dio ha udito la voce del fanciullo là dove si trova. 18 Alzati, prendi il fanciullo e tienilo per mano, perché io ne farò una grande nazione». 19 Dio le aprì gli occhi ed essa vide un pozzo d'acqua. Allora andò a riempire l'otre e fece bere il fanciullo. 20 E Dio fu con il fanciullo, che crebbe e abitò nel deserto e divenne un tiratore d'arco. 21 Egli abitò nel deserto di Paran e sua madre gli prese una moglie del paese d'Egitto".
Essa sarebbe stata usata nella Jāhiliyya come deposito del tesoro della Kaʿba e al suo fondo ʿAbd al-Muṭṭalib, il nonno del profeta dell'Islam Muḥammad, avrebbe trovato due gazzelle d'oro e alcune spade famose, di fabbricazione indiana, e alcune corazze. Con le lame egli avrebbe allora fatto costruire la porta della Kaʿba che poi avrebbe fatto coprire con l'oro delle gazzelle.
Legato a Zemzem era l'istituto cittadino della siqāya, destinato ad dissetare i pellegrini non meccani in visita a Mecca